# Pikkelyes óriáskagyló
A pikkelyes óriáskagyló (Tridacna squamosa) a kagylók (Bivalvia) osztályának Cardiida rendjébe, ezen belül a szívkagylók (Cardiidae) családjába tartozó faj.

## Előfordulása
A pikkelyes óriáskagyló az Indiai-óceánban, a Vörös-tengerben és a Csendes-óceánban honos. Előfordulási területe a Dél-afrikai Köztársaságtól kezdve északon a Vörös-tengerig és keleten egészen a Marshall-szigetekig nyúlik.
A Természetvédelmi Világszövetség (IUCN) szerint a faj nincs veszélyben, azonban védelemre szorul, mivel a túlzott begyűjtése hamar veszélybe sodorná.

## Megjelenése
Héja nagy és levél alakú, a felülete mélyen hullámos; a hosszanti hullámokat kisebb keresztirányú kiemelkedések kötik össze. Általában 40 centiméter átmérőjűre nő meg. A bisszusznyílása a rokonaihoz képest kicsi. Az élő állat köpenye a barnától és lilától a zöldig és sárgásig változik. Az alapszíneken vonalas és pontozott minták láthatók.

## Életmódja
A sekély vizek korallszirtjeinek lakója. A köpenyében apró, egysejtű a Symbiodinium genuszba tartozó páncélos ostorosok (Dinoflagellata) élnek vele szimbiózisban. Ezek biztosítják a szükséges tápanyagainak nagy részét, de apró élőlényeket és szerves törmeléket is kiszűr a vízből. Nappal szétnyitja a teknőit, hogy a szimbiontái fotoszintetizálni tudjanak. A kifejlett állat helyhez kötött, azonban a lárvája szabadon úszik.
Az Anthessius alatus, Anthessius amicalis, Anthessius solidus, Lichomolgus tridacnae és Paclabius tumidus nevű evezőlábú rákok (Copepoda) a külső élősködői ennek a puhatestűnek.

## Felhasználása
A pikkelyes óriáskagylót könnyű akváriumban tartani; nem igényel túl sok gondoskodást, de napfényre van szüksége. Tengerirózsákkal (Actiniaria) együtt nem jó tartani, mivel a virágállatok csalánsejtjei halálra sebezhetik. Mielőtt akváriumba tesszük, meg kell vizsgálni, hogy ne legyen Pyramidellidae csigákkal fertőzve.

## Képek

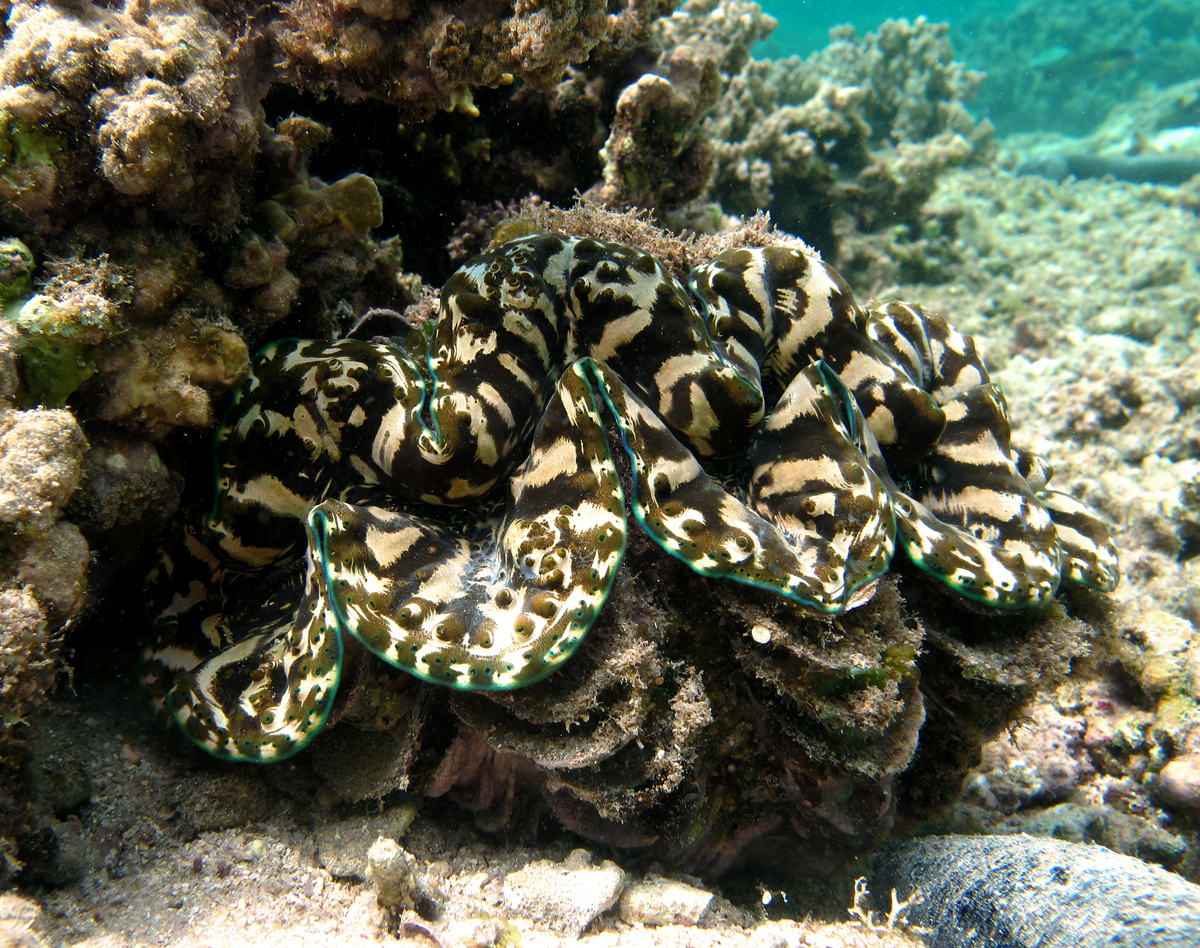
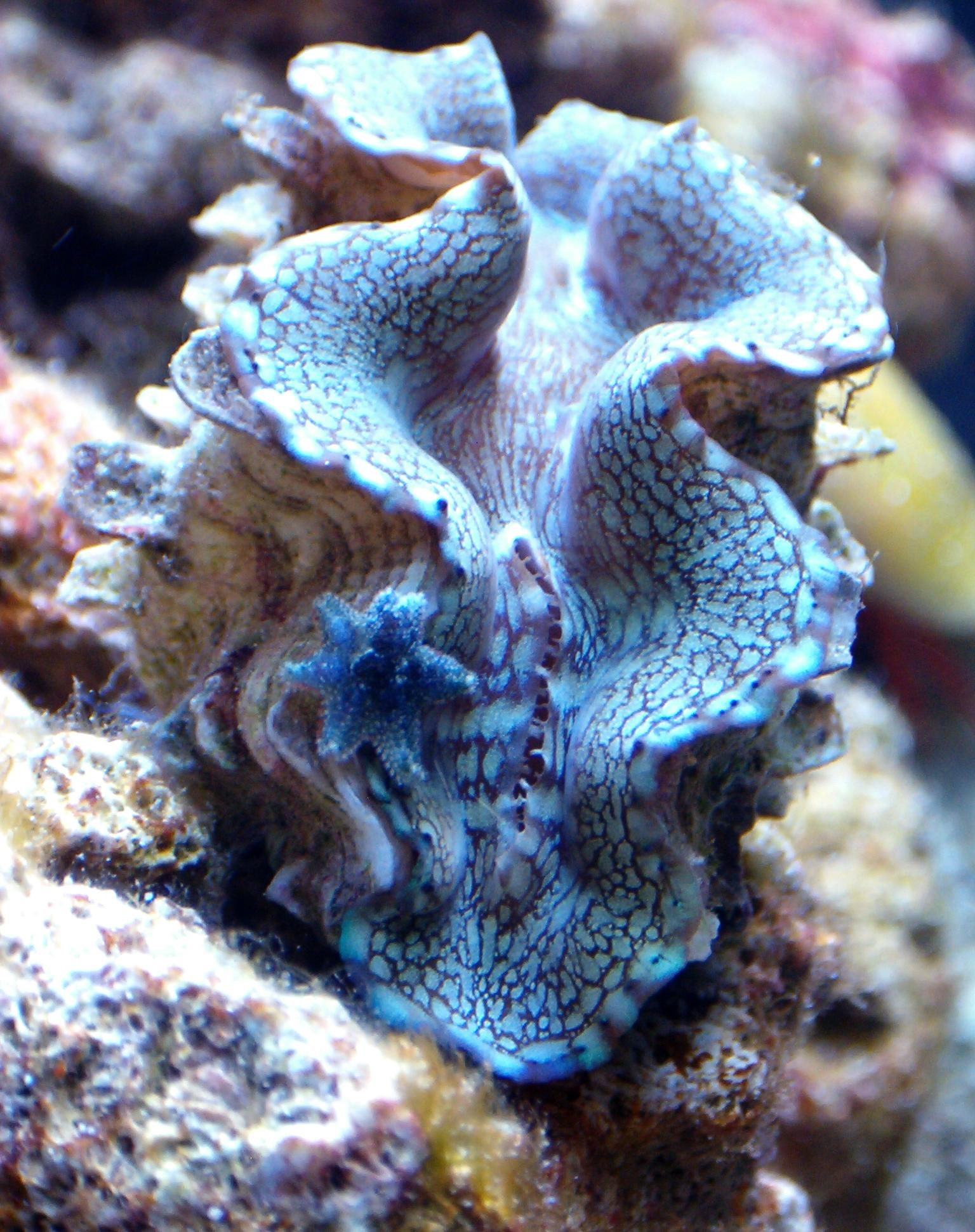
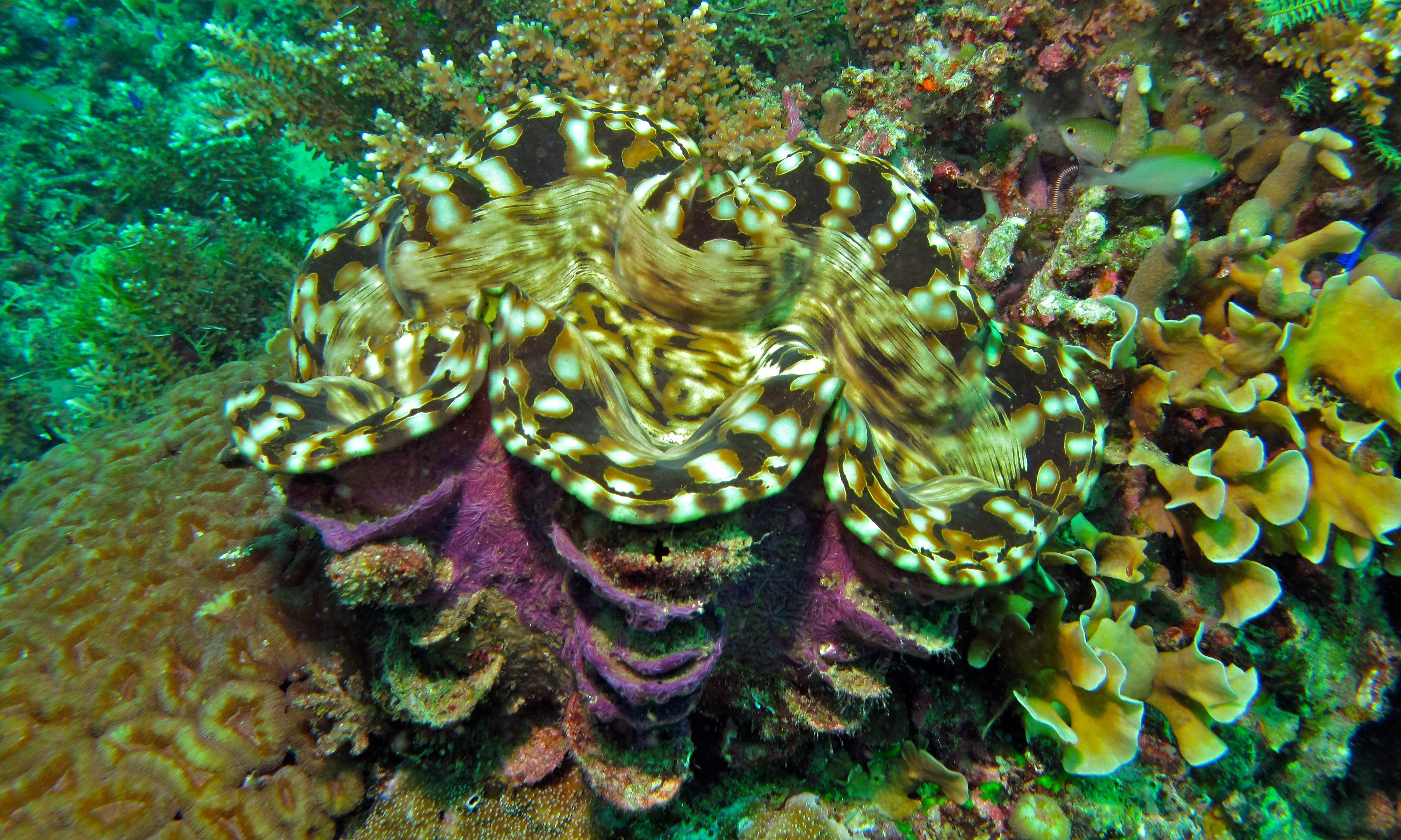
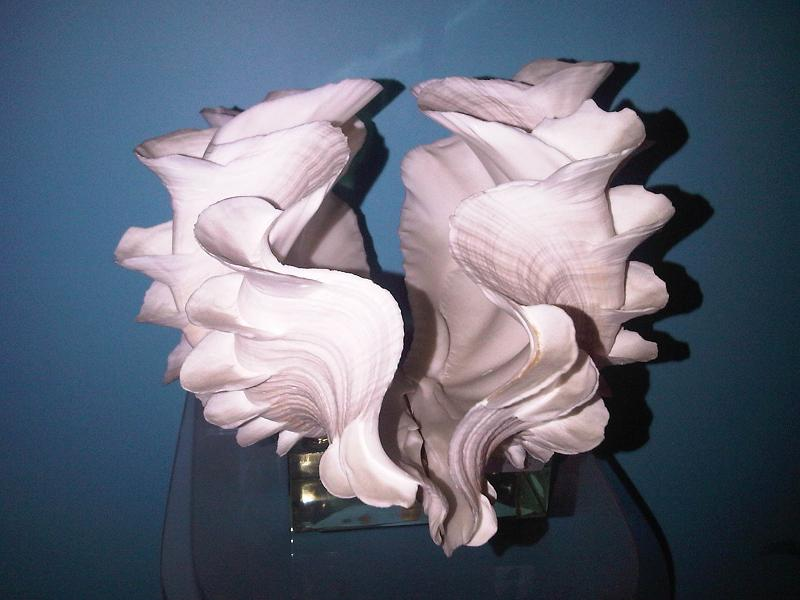
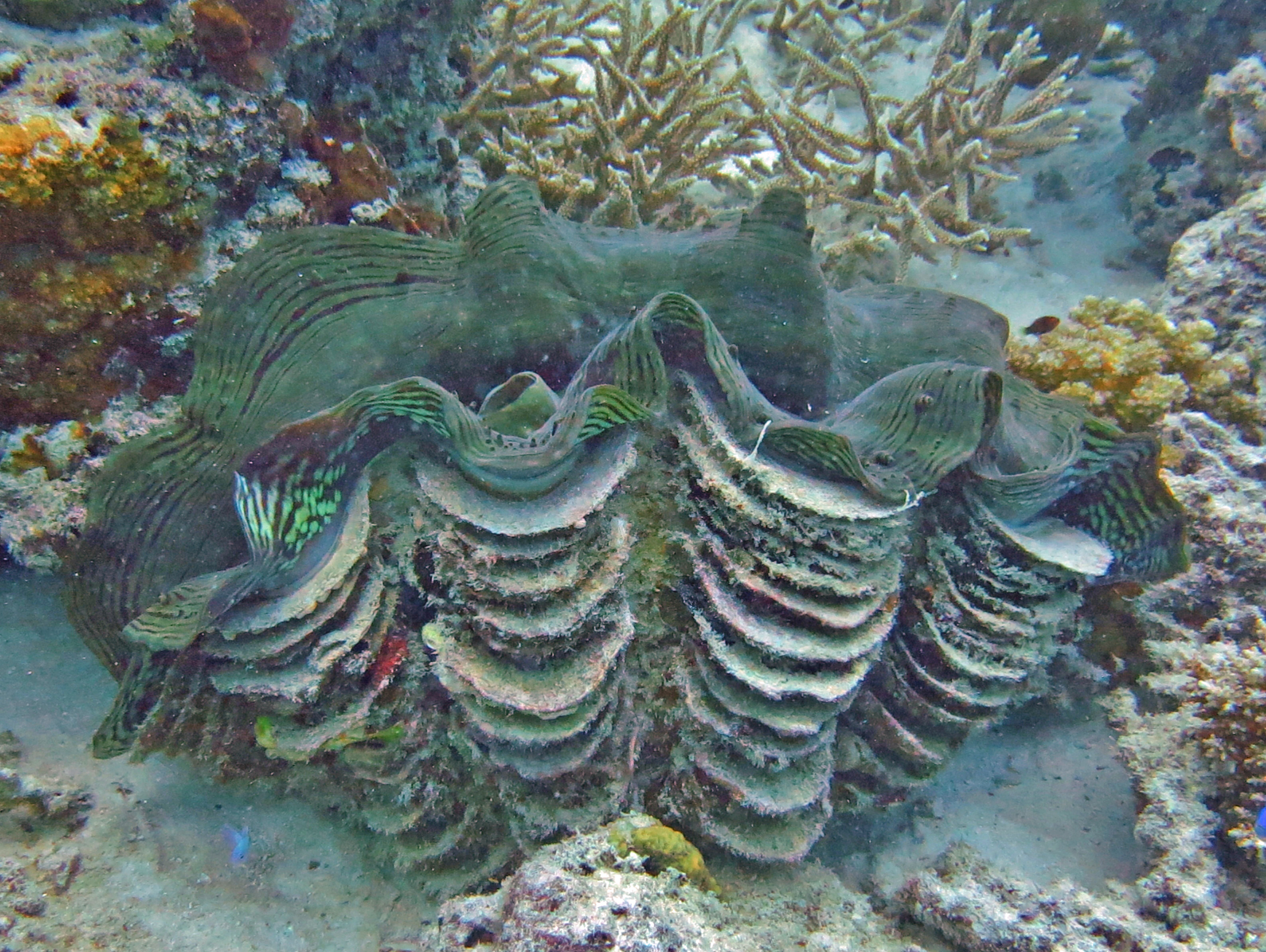

### Fordítás
- Ez a szócikk részben vagy egészben  a   Fluted giant clam című angol Wikipédia-szócikk ezen változatának fordításán alapul.  Az eredeti cikk szerkesztőit annak laptörténete sorolja fel. Ez a jelzés csupán a megfogalmazás eredetét és a szerzői jogokat jelzi, nem szolgál a cikkben szereplő információk forrásmegjelöléseként.